# کله‌خراب ۳
کله‌خراب ۳ یا کله‌خر ۳ همچنین با عنوان کله‌خرابها در بایو نیز شناخته می‌شود (به‌انگلیسی: Bad Ass 3) یک فیلم اکشن آمریکایی محصول سال ۲۰۱۵ با بازی دنی ترخو و دنی گلاور به نویسندگی و کارگردانی کریگ ماس است. این فیلم سومین قسمت از سه‌گانه بعد از کله‌خراب (۲۰۱۲) و کله‌خراب ۲ (۲۰۱۴) محسوب می‌شود.
این فیلم در تاریخ ۶ مارس ۲۰۱۵ در سینماها و در ۷ آوریل ۲۰۱۵ به صورت دی‌وی‌دی اکران شد.

## خلاصه داستان
فرانک وگا و برنی پوپ این بار در تلاش برای یافتن دوست ربوده شده به لوئیزیانا بازگشتند.